# وفاة كليوباترا

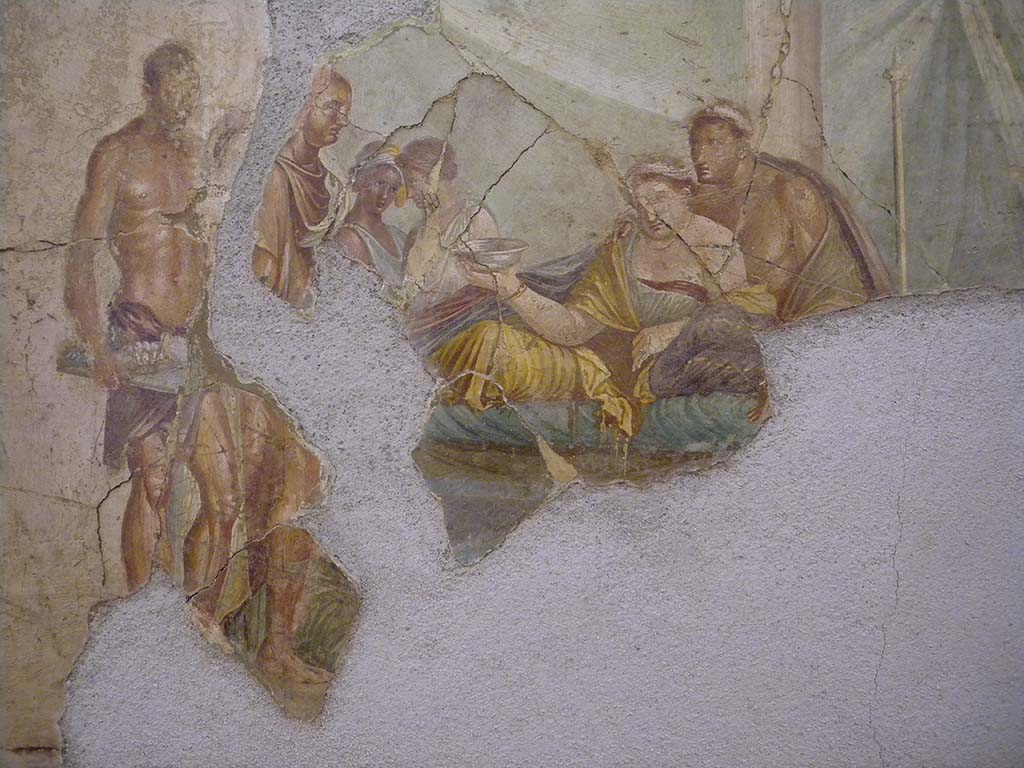
لوحة رومانية من منزل جوزيبي الثاني، بومبي، أوائل القرن الأول الميلادي، على الأرجح تصور كليوباترا السابعة، مرتدية إكليلها الملكي، وهي تتناول السم في عملية انتحار، بينما يقف ابنها قيصرون، مرتديًا أيضًا إكليلًا ملكيًا، خلفها

حدثت وفاة كليوباترا السابعة، آخر حكام مصر البطلمية، في اليوم العاشر أو 12 أغسطس عام 30 قبل الميلاد، في الإسكندرية، عندما كانت تبلغ من العمر 39 عامًا. يقول سترابو، الذي قدم أقدم رواية تاريخية عن الوفاة، إن كليوباترا انتحرت إما بالسماح لأفعى (كوبرا مصرية) لدغها أو بواسطة مرهم سام، على سبيل المثال باستخدام أداة حادة مثل دبوس الشعر
ناقش العلماء المعاصرون صحة التقارير القديمة عن لدغات الأفاعي كسبب للوفاة وما إذا كانت قد قُتلت أم لا. يَفترض بعض الأكاديميين أن منافسها السياسي الروماني أوكتافيان أجبرها على الانتحار بالطريقة التي اختارتها. موقع قبر كليوباترا غير معروف. تم تسجيل أن أوكتافيان سمح لها ولزوجها السياسي الروماني والجنرال مارك أنتوني، الذي طعن نفسه بالسيف، بدفنهما معًا بشكل صحيح.
بوفاة كليوباترا انتهت فعليا الحرب النهائية من الجمهورية الرومانية بين أعضاء الحكومة الثلاثية أوكتافيان وأنطوني، وهو زوج كليوباترا والد لثلاثة من أطفالها. فر أنطوني وكليوباترا إلى مصر بعد خسارتهما في معركة أكتيوم في اليونان الرومانية عام 31 قبل الميلاد، وبعد ذلك غزا أوكتافيان مصر وهزم قواتهما. سمح لها الانتحار لتجنب إذلال عرضها سجينةً في انتصار روماني احتفالًا بالانتصارات العسكرية لأوكتافيان، الذي أصبح أول إمبراطور لروما في 27 قبل الميلاد وعرف باسم أغسطس
```
كانت وفاة كليوباترا بمثابة نهاية 
الفترة الهلنستية
 والحكم 
البطلمي
 
لمصر
، وكذلك بداية 
مصر الرومانية
، التي أصبحت إحدى 
مقاطعات
 
الإمبراطورية الرومانية
.
[
note 1
]
```

صُوِّرت وفاة كليوباترا في أعمالٍ فنيةٍ مختلفة عبر التاريخ. وتشمل هذه الفنون المرئية والأدبية وفنون الأداء، بدءًا من المنحوتات واللوحات إلى الشعر والمسرحيات، فضلاً عن الأفلام الحديثة. ظهرت كليوباترا بشكلٍ بارز في النثر والشعر في الأدب اللاتيني القديم. في حين أن الصور الرومانية القديمة لوفاتها في الفنون البصرية نادرة، إلا أن أعمال العصور الوسطى وعصر النهضة والباروك والحديثة عديدة. كانت المنحوتات اليونانية الرومانية القديمة مثل إسكيلين فينوس و Sleeping Ariadne بمثابة مصدر إلهام للأعمال الفنية اللاحقة التي تصور موتها، بما في ذلك لدغة الأفعى من حيوان أسطوري. أثار موت كليوباترا موضوعات الإثارة الجنسية والجنس، في الأعمال التي تشمل اللوحات والمسرحيات والأفلام، وخاصة من العصر الفيكتوري. تشمل الأعمال الحديثة التي تصور وفاة كليوباترا النحت الكلاسيكي الجديد والرسم الاستشراقي والسينما.